# Alberto Romão Madruga da Costa
Alberto Romão Madruga da Costa (Horta, Azores, Portugal, 15 de abril de 1940 - Ponta Delgada, 14 de noviembre de 2014) fue un político portugués. 
Estudió Letras en las universidades de Lisboa y Coímbra. Militante del PSD, fue diputado en la Asamblea Regional de las Azores desde 1976 a 2000. Durante ese periodo ocupó la presidencia de la cámara en dos ocasiones, Secretario Regional de Transportes y Turismo en el primer y segundo gobierno de la Región Autónoma y presidente de la misma entre el 20 de octubre de 1995 y el 9 de noviembre de 1996, tras la dimisión de João Bosco Mota Amaral.